# Tréprel
Tréprel település Franciaországban, Calvados megyében. Lakosainak száma 109 fő (2022. január 1.). Tréprel Bonnœil, Le Détroit, Pierrefitte-en-Cinglais, Pierrepont, Saint-Germain-Langot és Pont-d’Ouilly községekkel határos.

## Népesség
A település népessége az elmúlt években az alábbi módon változott:
| Lakosok száma | 105  | 102  | 111  | 102  | 104  | 104  | 108  | 105  | 103  | 109  |
|               | 1968 | 1982 | 1990 | 2006 | 2013 | 2015 | 2017 | 2019 | 2020 | 2022 |